# Giampaolo Di Paola
Giampaolo Di Paola (Torre Annunziata, 15 agosto 1944) è un ammiraglio e politico italiano.
Ai vertici degli organi militari italiani e internazionali, è stato capo di stato maggiore della difesa dal 10 marzo 2004 al 12 febbraio 2008, poi presidente del comitato militare della NATO dal 13 febbraio 2008 al 18 novembre 2011. Dal 18 novembre 2011 al 28 aprile 2013 è stato ministro della difesa del governo Monti.

## Biografia

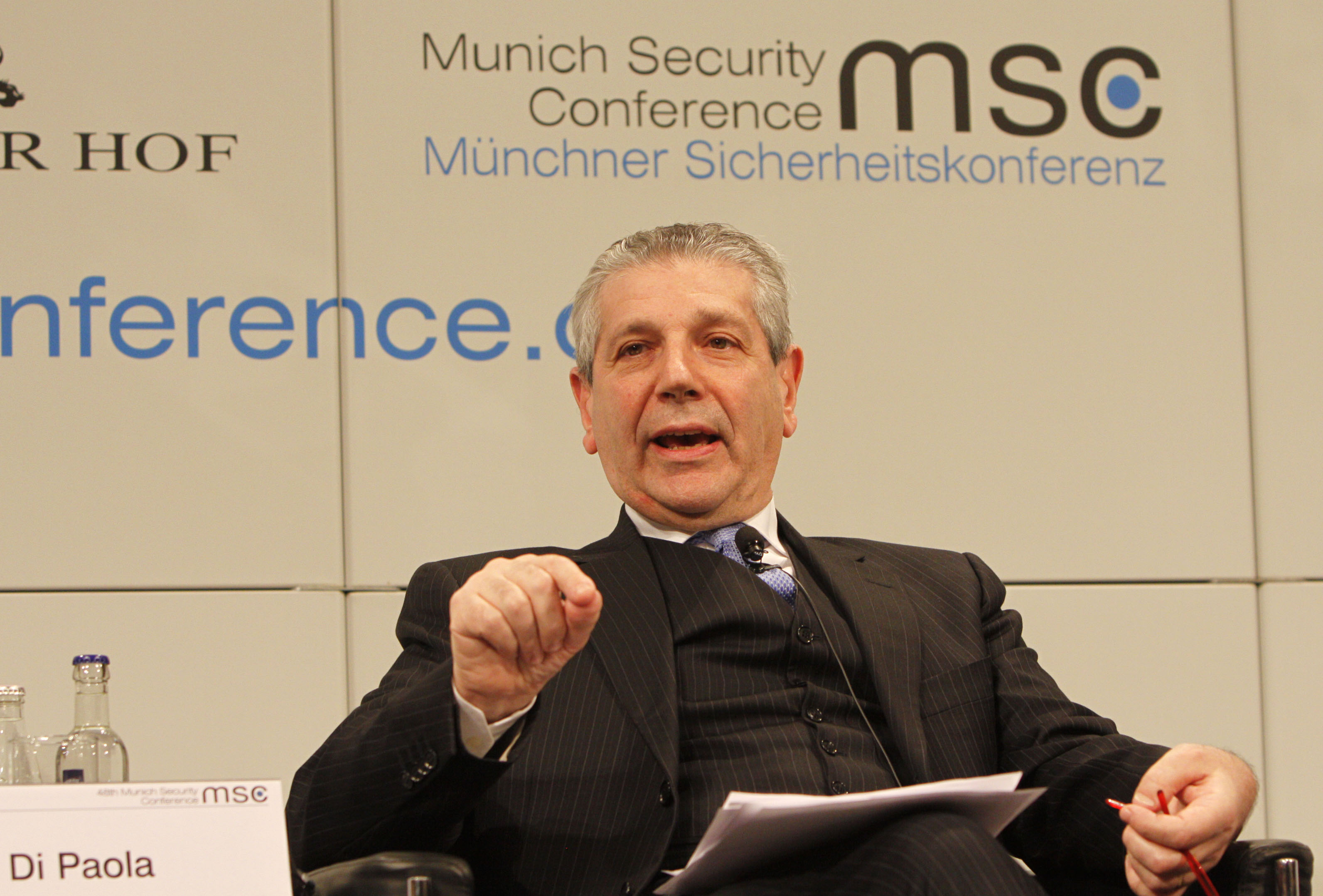
Giampaolo Di Paola alla 48ª Conferenza di Monaco sulla sicurezza, in qualità di ministro della difesa nel 2012

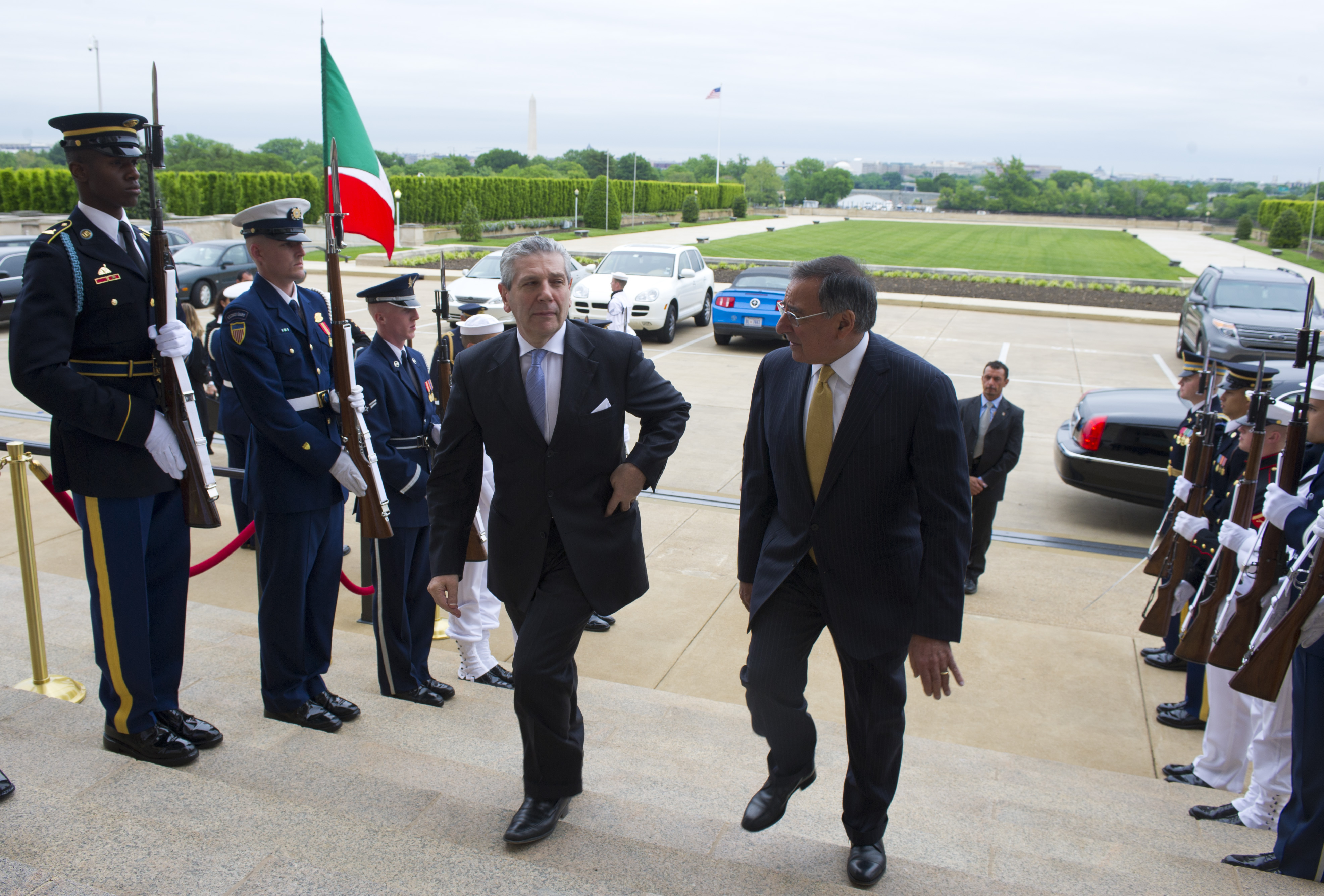
Giampaolo Di Paola incontra il segretario della difesa degli Stati Uniti Leon Panetta attraverso un cordone d'onore al Pentagono il 30 aprile 2012

Dopo aver frequentato il Collegio navale "Francesco Morosini", entra all'Accademia navale di Livorno nel 1963, uscendone col grado di guardiamarina nel 1966. Promosso successivamente sottotenente di vascello l'11 novembre 1967, frequenta la specializzazione presso la Scuola Sommergibili imbarcando a bordo dei battelli convenzionali Gazzana-Priaroggia prima e Livio Piomarta poi.
Col grado di tenente di vascello ottenuto il 31 luglio 1971, tra il 1974 e il 1975 comanda il sommergibile Alfredo Cappellini divenendo successivamente capitano di corvetta il 1º gennaio 1976. Promosso quindi capitano di fregata il 1º gennaio 1980, tra l'80 e l'81 è invece al comando del sottomarino Nazario Sauro. Sbarcato dall'unità, frequenta dapprima il NATO Defence College a Roma prestando servizio negli anni successivi presso il SACLANT (Supreme Allied Commander Atlantic) a Norfolk in Virginia, in qualità di ufficiale specializzato nella lotta antisommergibile (ASW) addetto al programma di guerra subacquea.
Rientrato in Italia, tra il 1984 e il 1985, è posto al comando della fregata missilistica Grecale.
Capitano di vascello dal 31 dicembre 1986, è a capo del settore "piani e programmi della pianificazione generale e finanziaria" fino 1989, quando diviene comandante dell'incrociatore portaeromobili Giuseppe Garibaldi, incarico che ricoprirà sino al 1990.
Assistente dapprima del sottocapo stato maggiore della marina fino al 1991 e capo dell'ufficio piani e politica navale tra il 1991 e il 1992 poi, diviene capo del 3º Reparto piani e operazioni (1992/94) ottenendo la promozione a contrammiraglio il 31 dicembre 1993, e quella di ammiraglio di divisione il 31 dicembre 1997.
Capo del reparto politica militare dello stato maggiore della difesa dal 1994 al 1998, nel 1998 viene scelto come capo di gabinetto del ministro della difesa, Carlo Scognamiglio, ed è poi confermato dal successore Sergio Mattarella.
Infine, dopo oltre trent'anni di carriera nella Marina militare, è nominato ammiraglio di squadra nel 1999.
Nominato segretario generale della difesa il 26 marzo 2001, mantiene l'incarico fino al 10 marzo 2004, quando è promosso a capo di stato maggiore della difesa, incarico che ha mantenuto fino al 12 febbraio 2008.
A Washington, il 24 giugno 2002, con la qualifica di direttore nazionale degli armamenti firma al Pentagono il promemoria d'intesa che impegna l'Italia alla partecipazione del programma F-35, per l'acquisto di 131 cacciabombardieri, a circa 8,5 miliardi di dollari (valuta del 2002), più 1 miliardo per partecipare al programma di sviluppo.
Dal 13 febbraio 2008 è stato presidente del comitato militare NATO, composto dai capi di stato maggiore dei ventisei Paesi dell'alleanza: per l'incarico era stato designato il 14 novembre 2007 e lo ha ricoperto fino alla nomina a Ministro.
Il 16 novembre 2011 è nominato ministro della difesa della Repubblica Italiana nell'esecutivo tecnico presieduto da Mario Monti e in tale ruolo ricopre anche l'incarico di cancelliere e tesoriere dell'Ordine militare d'Italia. Essendo impegnato in una missione in Afghanistan alla data della nomina, ha potuto prestare giuramento nelle mani del presidente della Repubblica Giorgio Napolitano solo il 18 novembre, potendo così cominciare il suo mandato.
L'ultima volta che un militare aveva ricevuto l'incarico di guidare il Ministero della difesa era stato nel 1995, quando il generale Domenico Corcione era entrato a far parte del governo Dini.
È stato coinvolto nella crisi diplomatica tra India e Italia del 2012-2014 relativa all'arbitrario arresto di due fucilieri di Marina in missione antipirateria da parte delle autorità indiane, ed è intervenuto per agevolare il rientro dei due soldati in India per essere sottoposti a processo sotto la giurisdizione indiana, in polemica con il ministro degli esteri Giulio Terzi, che ha presentato le proprie dimissioni in data 26 marzo 2013. Resta ministro della difesa fino al 28 aprile 2013.
Dal 2015 è membro della Commissione Trilaterale e membro della Fondazione Italia USA.

## Onorificenze
I dati che seguono sono tratti dalla rivista Folgore, salvo diversamente indicato.